# Фонтана
Фонтана је украсни грађевински објекат. Првобитне фонтане су се базирале на једном извору (латински fons) воде који би се слијевао у одређени базен а затим одљевао. Данас су фонтане често много компликованије, са више извора и више базена и компликованијом архитектуром и инфраструктуром. Фонтане често као свој украсни дио садрже статуе митолошких ликова. Главни мотив код већине фонтана је млаз воде, који се под јаким притиском испушта из неког дијела фонтане и који расипа водене капи по својој околини. Овакви млазови могу бити високи и по више десетина метара, попут оног на Ади Циганлији у Београду.

## Мјеста постављања
Фонтане се постављају на тргове у градовима, угоститељским објектима и свуда гдје се сматра за сходно. Одређене фонтане служе и као извори питке воде, на тај начин служећи и као практични и као украсни објекти. Данас људи постављају фонтане и у својим двориштима, јер имају повољно дејство на расположење због свог освјежавајућег изгледа.

## Модерне фонтане
Премда се у првобитним фонтанама вода одљевала неповратно, данас се фонтане најчешће конструишу тако да се вода која се слијева из извора опет кружно враћа у базен из којег је кренула да би се користила поново као извор. Овде обично треба узети у обзир и ефекат испаравања и разношења воде, те је потребно начинити и додатни извор воде који ће надокнадити ове губитке.